# لاکهید ایکس‌اف-۹۰
لاکهید ایکس‌اف-۹۰ (به انگلیسی: Lockheed XF-90) یک هواگرد ساختِ کارخانهٔ لاکهید کورپوریشن در کشور ایالات متحده آمریکا است . این هواگرد برای نخستین بار در ۳ ژوئن ۱۹۴۹ میلادی مورد استفاده قرار گرفت.